# チャンシッター級フリゲート
チャンシッター級フリゲート（チャンシッターきゅうフリゲート、英語: Kyan Sittha-class frigate）は、ミャンマー海軍のフリゲートの艦級。なおジェーン海軍年鑑では、先行する「アウンゼーヤ」の同型艦として扱われている。

## 設計
全体的な設計としては、「アウンゼーヤ」と同様に中国人民解放軍海軍の江衛I型フリゲートを参考にしたとされる。本級では、「アウンゼーヤ」と比べて後部上部構造物を大型化し、艦載ヘリコプターのための格納庫を設置した。また上部構造物の外壁に傾斜を付したほか、マストもラティス構造ではなく塔状構造に変更するなど、ステルス性への配慮が強化された。
主機はディーゼルエンジンであり、ジェーン海軍年鑑では、「アウンゼーヤ」と同様にSEMT ピルスティク16PA STCディーゼルエンジン4基によるCODAD方式として扱っている。

## 装備
レーダーとしては、「アウンゼーヤ」と同じRAWL-02を後檣に設置するほか、前檣にはレドームに収容された362型レーダーを設置する。2番艦「シンビューシン」は、2022年に防空能力向上のためRAWL-02をインド製のRevathi三次元レーダーに換装した。
艦砲としては、ジェーン年鑑では「アウンゼーヤ」と同様に62口径76mm単装速射砲（スーパーラピッド砲）1基を備えているとするものの、製造元のレオナルド社はミャンマー海軍への輸出実績はないとして否定している。CIWSとして30mm口径のAK-630を採用したのも同様だが、「アウンゼーヤ」では艦橋直前両舷と後部上部構造物両舷に計4基を備えていたのに対し、本級では艦橋直前の設置数を1基に削減する一方、両舷の艦橋ウイングに20mm級のガトリング砲を各1門搭載する。
対艦兵器としては、C-802艦対艦ミサイルの4連装発射筒を艦橋と煙突の間に2基シフト配置する。一方、対潜兵器としては、艦首甲板の両舷に対潜ロケット砲を1基ずつ設置しており、外観からはロシア製のRBU-1200またはその中国版と推測されている。また電子戦用として、艦橋前方両舷に、945型デコイ発射機を各1基搭載する。

## 同型艦
| 艦番号 | 艦名                        | 建造                 | 進水            | 就役            |
| ------ | --------------------------- | -------------------- | --------------- | --------------- |
| F12    | チャンシッター Kyan Sittha  | ミャンマー海軍造船所 | 2012年 10月22日 | 2014年 3月31日  |
| F14    | シンビューシン Sin Phyushin | ミャンマー海軍造船所 | 2014年 3月29日  | 2015年 12月24日 |

## 運用史
1番艦の「チャンシッター」は2014年3月に就役し、2番艦の「シンビューシン」は2015年12月に就役した。「シンビューシン」は2017年5月に行われたシンガポール国際観艦式に参加した。
チャンシッター級は2隻とも、ヤンゴンのミャンマー海軍造船所で建造された。ミャンマー海軍は計5隻の配備を計画している。